# Zoé Kézako
Zoé Kézako est une série d'animation française en 78 épisodes de treize minutes, adaptée des livres de Véronique Saüquère publiés chez Frimousse, produite par Corinne Kouper chez Sparkling (première saison) et TeamTO (deuxième saison), et diffusée à partir du 25 août 2004 sur TF1 puis rediffusée sur Télétoon+. Au Québec, elle a été diffusée à partir du 11 septembre 2004 à la Télévision de Radio-Canada et en Belgique sur la RTBF.
La série est par ailleurs diffusée à travers le monde : en Norvège (NRK1), en Suède (SVT), au Danemark (DR), en Belgique (VRT), au Portugal (RTP), en Finlande (YLE), en Amérique du Sud (HBO OLE), en Italie (RAI3), en Irlande (RTE) et en Argentine (Paka Paka).

## Synopsis
Cette série met en scène les aventures de Zoé Kézako, une petite fille aussi craquante que comédienne, que la moindre contrariété insupporte au plus haut point : le fils d’une amie avec qui on l’oblige à jouer, une fille trop canon qui déboule dans le square et capte tous les regards, un nouveau qui arrive dans la classe et qui est hyper bizarre… bref tous ces petits riens du tout qui empoisonnent la vie… au moins deux heures !
Avec sa personnalité affirmée et son langage coloré et vivant, Zoé tente donc le tout pour le tout pour se débarrasser de son problème et se retrouve immanquablement dans des situations carrément cocasses ! 
D'épisodes en épisodes, Zoé découvre comment transformer le négatif en positif et se rend compte in extremis que son premier jugement n’était pas forcément le bon et que la vie c’est un truc machin super chouette !

## Fiche technique
- Production : Corinne Kouper
- Réalisation : Fabrice Fouquet
- Producteur délégué : Sparkling*, Corinne Kouper
- Studio 3D : Sparx*
- Adaptation graphique : Serge Elissalde
- Adaptation littéraire : Antoine Barraud
- Direction d'écriture : Antoine Barraud, Vincent Costi
- Producteur technique : Guillaume Hellouin
- Directeur technique : Christophe Archambault
- Chef de projet : Pascal Valdés
- Assistante à la réalisation : Sandrine Hauducoeur
- Musique : Dragibus

## Distribution
- Lutèce Ragueneau : Zoé Kézako
- Léa Lancry : Mariponpon
- Cédric Dumond : Papa
- Anne Rondeleux : Maman
- Caroline Combes : Jeny
- Sophie Arthuys : Super Crâneur
- Natacha Gerritsen : Tony Dingo
- Simon Koukissa-Barney : Valentin
- Jessica Monceau : Lola
- Mireille Delcroix : Mlle Lardon
- Yves Barsacq : le gardien du square
- Léa Gabriele : Noémie
- Pascale Chemin, Pierre-François Pistorio, Dorine Hollier : voix additionnelles

Enregistrement des voix dirigé par Magali Barney au studio Audiophase, d'après une adaptation littéraire d'Antoine Barraud.
 Source et légende : version française (VF) sur RS Doublage

## Personnages
- Zoé Kézako
- Mariponpon
- Tony Dingo
- Super crâneur (Super duper)
- Mélina
- Jeny
- Valentin
- Machine
- Lola
- Papa et maman

### Personnages secondaires
- Titi, le petit frère de Zoé.
- Mathieu
- Tata Bizou Tante de Zoé.
- Mr Bonbec Boulanger du coin.
- Mlle Lardon Maîtresse de Zoé
- Noé Cousin de Zoé

## Épisodes

### Première saison (2005)
| S01E01 | Titi pot d'colle          | 25 août 2005       |
| S01E02 | La Super Cata !           | 25 août 2005       |
| S01E03 | Lola canon du Square      | 1er septembre 2005 |
| S01E04 | Mégatroc                  | 1er septembre 2005 |
| S01E05 | Rien que des traîtres     | 8 septembre 2005   |
| S01E06 | Mort aux betteraves       | 8 septembre 2005   |
| S01E07 | Une baby-sitter d'enfer   | 15 septembre 2005  |
| S01E08 | Tata Bisous               | 15 septembre 2005  |
| S01E09 | Des baskets du tonnerre ! | 22 septembre 2005  |
| S01E10 | Portrait craché           | 22 septembre 2005  |
| S01E11 | Même pas cap'             | 29 septembre 2005  |
| S01E12 | Machin Machine            | 29 septembre 2005  |
| S01E13 | Par ici les bonbecs       | 6 octobre 2005     |
| S01E14 | Moi d'abord !             | 6 octobre 2005     |
| S01E15 | Oh les amoureux !         | 13 octobre 2005    |
| S01E16 | Flou artistique           | 13 octobre 2005    |
| S01E17 | L'amie des stars          | 20 octobre 2005    |
| S01E18 | Journal intime            | 20 octobre 2005    |
| S01E19 | La belle étoile           | 27 octobre 2005    |
| S01E20 | La punition               | 27 octobre 2005    |
| S01E21 | C'est pas trop tôt !      | 10 novembre 2005   |
| S01E22 | La petite nouvelle        | 10 novembre 2005   |
| S01E23 | Le clan des garçons       | 17 novembre 2005   |
| S01E24 | Les super pouvoirs        | 24 novembre 2005   |
| S01E25 | Ouh la copieuse           | 24 novembre 2005   |
| S01E26 | Porte-bonheur             | 1er décembre 2005  |

### Deuxième saison (2007)
| S02E01 | Super secret         | 14 février 2007  |
| S02E02 | Poudre aux yeux      | 21 février 2007  |
| S02E03 | Boomerang !          | 28 février 2007  |
| S02E04 | Zoé au carré         | 28 février 2007  |
| S02E05 | Le roi des barjots   | 7 mars 2007      |
| S02E06 | Zéro pointé          | 7 mars 2007      |
| S02E07 | Inspecteur Zoé       | 14 mars 2007     |
| S02E08 | Bon débarras !       | 14 mars 2007     |
| S02E09 | Enfin seule !        | 21 mars 2007     |
| S02E10 | La copine invisible  | 21 mars 2007     |
| S02E11 | Avis de recherche    | 28 mars 2007     |
| S02E12 | Bon voyage !         | 28 mars 2007     |
| S02E13 | Méli-mélo            | 4 avril 2007     |
| S02E14 | Décollage immédiat ! | 4 avril 2007     |
| S02E15 | C'est moi le chef !  | 11 avril 2007    |
| S02E16 | Boum !               | 11 avril 2007    |
| S02E17 | Trop la honte !      | 18 avril 2007    |
| S02E18 | La disparition       | 25 avril 2007    |
| S02E19 | Ma meilleure ennemie | 2 mai 2007       |
| S02E20 | Super papa           | 9 mai 2007       |
| S02E21 | À l'attaque !        | 23 mai 2007      |
| S02E22 | Tonton bisous        | 23 mai 2007      |
| S02E23 | Copine d'un jour     | 3 juin 2007      |
| S02E24 | Princesse Cosmonaute | 10 juin 2007     |
| S02E25 | Valentin super star  | 17 juin 2007     |
| S02E26 | Reine d'un jour      | 9 septembre 2007 |

### Troisième saison (2006)
1. Valentin perd la boule
2. Dr Zoé
3. Du cinéma pour super-Zoé
4. Suivez le guide
5. Le mariage
6. Halloween
7. Cet idiot de chien
8. Le monstre des sables
9. Agent Zoé
10. Bravo Zoé Kézako
11. Une machine incroyable
12. Virus
13. Une vie de cochon
14. Nikiki

## Récompenses
- Festival international du film d'animation « Cartoons on the Bay » 2005 : Pulcinella Award pour la meilleure série pour les enfants
- Festival international du film d'animation « Cartoons on the Bay » 2005 : Pulcinella Award pour le meilleur personnage
- Festival d'animation de Chicago 2005 : Deuxième meilleur programme d'animation à la télévision (jury des adultes)
- Festival d'animation de Chicago 2004 : certificat d'excellence (jury des enfants)
- Club audio-visuel de Paris 2005 : Laurier du meilleur programme jeunesse
- Festival international de télévision de Luchon 2005 : Prix dans la catégorie des 8-10 ans
- Nomination aux Emmy Awards internationaux à New York en 2009.

## Édition
- Aux éditions Frimousse:
  - Truc Machin est né !
  - L'anniversaire d'enfer !
  - Lola-Canon-du-Square
  - Valentin mon Amoureux
  - C'est meilleur chez Mariponpon Glouton
  - « Super-Crâneur »,le nouveau de la classe
  - Chez Ginette Couptif
  - Machine, baby-sitter trop super !
  - M. Pipo, Père Noël pour de faux
  - M. et Mme Truc Machin Bidule ont sonné !
  - Mamie Cadeau
  - On embauche Mme Trucmuche
  - Tony Dingo, « le Roi des Barjots » !
  - La Petite Zouris

- Aux éditions Le Sorbier :
  - Zoé trop zinzin
  - Le Cétoutmoi de Zoé Kézako

- Hachette Livres publie depuis mars 2007 les épisodes de la série sous forme de nouvelles dans la collection « Ma Première Bibliothèque Rose »: 
  - Moi Zoé, l'amie du'une star
  - J'ai des supers pouvoirs
  - Tony j'ai juste un peu triché
  - J'ai un méga secret
  - C'est moi qui enquête
  - J'ai une copine d'enfer
  - La reine du baby-sitting
  - Je déteste les garçons

- Hachette a également publié “Le Dictionnaire des Trukazoé”, en août 2008.